# Ulrich Schmidt (Politiker)
Ulrich Schmidt (* 31. März 1942 in Witten; † 29. Juli 2021) war ein deutscher Politiker. Er war von 1975 bis 2005 Abgeordneter für die SPD im Landtag von Nordrhein-Westfalen und von 1995 bis 2005 Präsident des Landtages von Nordrhein-Westfalen.

## Leben
Nach der Volksschule ging Ulrich Schmidt zunächst auf eine kaufmännische Berufsschule und begann eine Lehre bei der Hoesch AG, die er mit der Industriekaufmannsprüfung 1959 beendete. Im Anschluss daran war er als kaufmännischer Angestellter tätig. Im Rahmen einer beruflichen Weiterbildung legte er eine Verwaltungsprüfung im Sozialversicherungswesen ab. Zunächst war er als Fachangestellter, zuletzt als Gruppenleiter und Referent für Grundsatzfragen bei der Betriebskrankenkasse Hoesch tätig.
1964 trat Ulrich Schmidt in die SPD ein. Von 1965 bis 1967 war er Vorsitzender der Jungsozialisten (Jusos) in Volmarstein. 1969 übernahm er den SPD-Ortsvereinsvorsitz in Wetter-Volmarstein. Ab 1970 war er in Wetter (Ruhr) auch im Stadtverbandsvorstand der SPD tätig. 1980 wurde er zum stellvertretenden Unterbezirksvorsitzenden der SPD in Ennepe-Ruhr-Witten gewählt.
Kommunalpolitisch wurde er erstmals im Jahre 1970 als Mitglied des Rates der Stadt Wetter tätig. Von 1970 bis 1975 war er Vorsitzender des dortigen Kultur- und Sportausschusses. Von 1975 bis 1995 war er in der Stadt Wetter als Bürgermeister tätig.
Ulrich Schmidt war ab 1960 Mitglied der Industriegewerkschaft Metall und ab 1968 Mitglied der Arbeiterwohlfahrt (AWO), von 1978 bis Juni 1995 als Kreisvorsitzender der AWO Ennepe-Ruhr.
Am 28. Mai 1975 wurde Ulrich Schmidt erstmals in den Landtag des Landes Nordrhein-Westfalen gewählt. Vom 31. Mai 1990 bis zum 31. Mai 1995 war er zweiter Vizepräsident des Landtages. Vom 1. Juli 1995 bis zum 8. Juni 2005 war er dort Präsident. 2005 schied er aus dem Landtag aus.
Von 1995 bis 2005 war er Landesvorsitzender des Landesverbandes der Lebenshilfe Nordrhein-Westfalens. In seiner Amtszeit war er intensiv am Aufbau von Wohnangeboten für endhospitalisierte Menschen mit Behinderung verantwortlich, ebenso für den Aufbau von landesweiten Strukturen der Frühförderung, der Entwicklung des gemeinsamen Unterrichts. Schmidt kämpfte als Vorsitzender für die „arbeitnehmerähnliche Rechtsstellung“ von Menschen mit Behinderung in Werkstätten und der Wahrung ihrer „Mitwirkungsrechte“ innerhalb der Werkstätten.
Ulrich Schmidt war verheiratet und verstarb Ende Juli 2021 im Alter von 79 Jahren.

## Ehrungen
- 1992: Verdienstorden des Landes Nordrhein-Westfalen[5]
- 2003. Großen Verdienstkreuz des Verdienstordens der Bundesrepublik Deutschland[6]
- 2006: Ehrenring der Stadt Herdecke[7]

## Belege
1. ↑  Elisabeth Semme: Wetter: Ex-Landtagspräsident Ulrich Schmidt (79) gestorben. In: Westfalenpost. 29. Juli 2021, abgerufen am 29. Juli 2021.
2. 1 2 3 4 5 6 7 8  Vita
3. 1 2  Stadt Wetter (Ruhr) trauert um Alt-Bürgermeister Ulrich Schmidt. Abgerufen am 2. März 2022.
4. ↑  Lebenshilfe NRW trauert um Ulrich Schmidt - Lebenshilfe NRW. Abgerufen am 22. Februar 2024.
5. ↑  Verdienstordenträgerinnen und -träger seit 1986. Staatskanzlei des Landes Nordrhein-Westfalen, archiviert vom Original am 10. Oktober 2019; abgerufen am 31. Juli 2021.
6. ↑  Pressemitteilung zur Ordensverleihung des Großen Verdienstkreuz des Verdienstordens der Bundesrepublik Deutschland, Landtag intern, 34. Jahrgang, Ausgabe 10 vom 2. Juli 2003, S. 20
7. ↑  Überragende Verdienste: Carl-August Thomashoff trägt den Ehrenring der Stadt, 13. Oktober 2017: „Die direkten Vorgänger als Ehrenringträger sind Werner Kluge (Jahr der Verleihung: 1976), Albert Jungheim (1986), Hugo Knauer (2003) und Ulrich Schmidt (2006).“

| Personendaten    | Personendaten             |
| ---------------- | ------------------------- |
| NAME             | Schmidt, Ulrich           |
| KURZBESCHREIBUNG | deutscher Politiker (SPD) |
| GEBURTSDATUM     | 31. März 1942             |
| GEBURTSORT       | Witten                    |
| STERBEDATUM      | 29. Juli 2021             |